# Cá nhân hóa

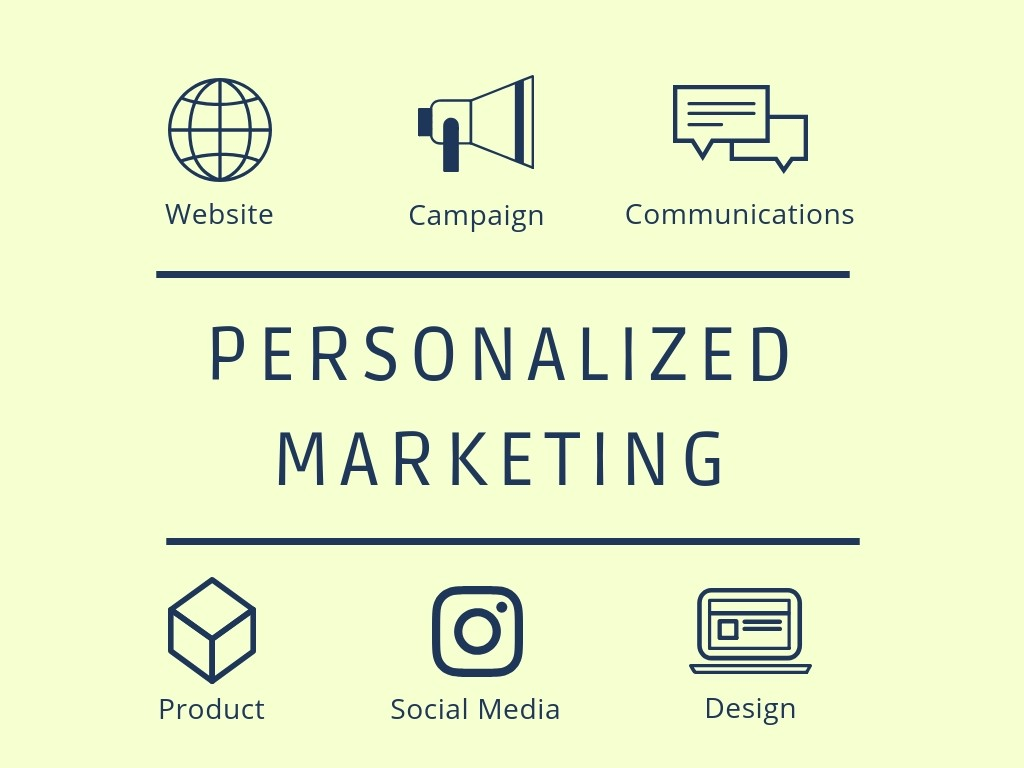

Cá nhân hóa (tiếng Anh là Personalization) việc sử dụng thông tin chi tiết mà doanh nghiệp đã thu thập và phân tích được về khách hàng - để tạo ra các hoạt động Marketing mix tăng mức độ liên quan của quảng cáo với đối tượng mục tiêu.
Đây có thể là những hiểu biết đơn giản (như thông tin nhân khẩu học cơ bản hoặc cụ thể hơn như sở thích, ý định mua và mô hình hành vi). Dù bằng cách nào, nó cũng dẫn đến tiếp thị một-một chính xác: Một thương hiệu khiến người tiêu dùng cảm thấy rằng họ đang nói chuyện trực tiếp với họ và giải quyết các nhu cầu cụ thể của họ.

## Tầm quan trọng của cá nhân hóa
Marketing cá nhân hoá là việc các doanh nghiệp thực hiện các chiến lược cung cấp các nội dung cá thể hoá cho người dùng, thông qua các thông tin thu thập được, phân tích dữ liệu và sử dụng các công nghệ tự động hoá.
- Cá nhân hóa giúp cải thiện hành vi người tiêu dùng: Thành công của các hoạt động cá nhân hóa sẽ phụ thuộc vào mức độ thương hiệu thu thập và đo lường dữ liệu. Cho dù đó là danh sách email phân tích hoặc khảo sát, thương hiệu có thể thu thập dữ liệu khác nhau để tìm hiểu thêm về người dùng của mình. Đó là cách duy nhất để cung cấp trải nghiệm cá nhân hóa hơn thông qua các chiến dịch tiếp thị của doanh nghiệp.
- Tăng doanh thu: Một công việc tiếp thị không kết thúc một khi họ đã thu hút được một khách hàng đến trang web hoặc cửa hàng của công ty họ. Mục tiêu của họ là tăng giá trị trọn đời cho khách hàng và các thông điệp được cá nhân hóa dựa trên hành vi mua trước đó là chìa khóa. Các công ty có thể tăng ROI bằng cách xác định kênh nào khách hàng thích nhất và theo dõi họ.
- Tăng tỉ lệ giữ chân khách hàng: Có được một khách hàng mới có thể tốn kém hơn nhiều so với việc giữ lại một khách hàng hiện có. Tuy nhiên, giữ chân khách hàng cũng không hề dễ dàng. Theo đánh giá của Harvard Business Review, việc tăng tỷ lệ giữ chân khách hàng lên 5% sẽ tăng từ 25% - 95% lợi nhuận[2]. Tiếp thị cá nhân là một công cụ có thể giúp các nhà tiếp thị giữ chân khách hàng.

Tăng sự trung thành với thương hiệu: Những lợi ích vô hình hơn của việc cá nhân hóa giúp thương hiệu tạo ra lòng trung thành và tình yêu thương hiệu cho doanh nghiệp. Thông qua cá nhân hóa, thương hiệu có thể nói chuyện với các đối tượng khác nhau và vẫn giữ nguyên cốt lõi thương hiệu.
Việc marketing cá nhân hóa đến từng cá nhân ở một quy mô lớn đòi hỏi sự kết hợp giữa dữ liệu đúng với công nghệ phù hợp. Để tạo ra hiệu suất cao nhất và lợi ích lớn nhất, doanh nghiệp cần trả lời được những câu hỏi sau
- Hiểu khách hàng - họ là ai, họ đang chờ đợi điều gì?
- Đảm bảo dữ liệu của thương hiệu là chính xác và đáng tin cậy?
- Cá nhân hóa có phù hợp với thương hiệu hay ngành công nghiệp mà thương hiệu đang kinh doanh?[4]
- Cá nhân hóa có phù hợp với một thông điệp cụ thể?
- Thương hiệu có tạo thêm giá trị có khách hàng thông qua hoạt động cá nhân hóa?